# Manicariinae
Manicariinae, podtribus palmi smješten u tribus Areceae, potporodica Arecoideae.
Sastoji se od osam rodova; tipični je Manicaria iz Srednje i Južne Amerike.

## Rodovi
1. Leopoldinia Mart. (3 spp.)
2. Manicaria Gaertn. (2 spp.)
3. Welfia H. Wendl. (2 spp.)
4. Pholidostachys H. Wendl. ex Hook.f. (7 spp.)
5. Asterogyne H. Wendl. ex Hook.f. (5 spp.)
6. Geonoma Willd. (68 spp.)
7. Calyptrogyne H. Wendl. (18 spp.)
8. Calyptronoma Griseb. (3 spp.)